# Френк Лемпард
Френк Дже́ймс Ле́мпард (англ. Frank Lampard, повне ім'я: Френк Джеймс Лемпард молодший (англ. Frank James Lampard Jr.), нар. 20 червня 1978, Ромфорд, Англія) — колишній англійський футболіст, який грав на позиції півзахисника.
Триразовий чемпіон Англії (2005, 2006, 2010) та володар Кубка Ліги чемпіонів сезону 2011/2012. Колишній віце-капітан «Челсі». Легенда лондонського клубу. Найкращий бомбардир в історії футбольного клубу «Челсі» (211 голів). Лемпард вважається одним з найсильніших півзахисників і одним з найкращих англійських гравців свого часу. Відомий своїми швидкістю роботи, дальністю передач і здатністю забивати голи. По закінченні ігрової кар'єри — тренер, зокрема тренував з 2019 по 2021 роки англійський клуб «Челсі». З 31 січня 2022 року — головний тренер «Евертона».
Лемпард почав свою кар'єру в «Вест Гем Юнайтед», як і його батько. У 1997/98 сезоні він забезпечив собі місце в основі, а в наступному році допоміг команді закінчити сезон на п'ятому місці в Прем'єр-лізі (найвище місце в історії клубу). У 2001 році він перейшов в «Челсі» за 11 млн фунтів.
Тричі ставав гравцем року в «Челсі»(2004, 2005, 2009). В 2005 році став другим в числі претендентів на «Золотий м'яч» і на нагороду ФІФА найкращому футболісту планети.
Лемпард є одним з семи гравців, і тільки одним півзахисником, які забивали 150 і більше голів у Прем'єр-лізі. Він займає друге місце за весь час по гольових передачах в таблиці Прем'єр-ліги, пропустивши вперед лише Райана Гіггза.
За збірну Англії Лемпард зіграв 106 матчів, в яких зумів забити 29 голів. Він був визнаний в Англії гравцем року протягом двох років поспіль у 2004 і 2005 роках. Став восьмим гравцем в історії збірної Англії, які зіграли 100 і більше матчів за збірну. Свій сотий поєдинок у кольорах «трьох левів» півзахисник провів через 14 років після дебюту, коли вийшов на поле у відбірковому матчі чемпіонату світу 2014 року з Україною (10.09.2013, Київ. Стадіон НСК «Олімпійський», рахунок 0:0), а останньою для нього стала зустріч фінальної стадії ЧС з Коста-Рикою.
Френк Лемпард увійшов до Книги рекордів Гіннеса. За всю свою кар'єру футболіст вразив ворота найбільшої кількості клубів англійської Прем'єр-ліги. 37-річний футболіст забивав 39 командам чемпіонату. Рекорд Лемпард зміг побити завдяки переходу в «Манчестер Сіті», в складі якого він зміг забити і у ворота «Челсі».

## Особисте життя
Майбутній футболіст народився 20 червня 1978 року у Ромфорді — передмісті Лондона. Зараз Ромфорд є частиною адміністративної одиниці Великий Лондон. Френк народився у футбольній родині. Його батько — Френк Лемпард Старший, англійський захисник і дворазовий володар Кубка Англії у складі футбольного клубу «Вест Гем Юнайтед», його мати — Пет, померла 24 квітня 2008 від пневмонії. Його дядько — Гаррі Реднапп, двоюрідний брат — Джеймі Реднапп, відомий своїми виступами за Ліверпуль. Лемпард отримав освіту в школі Брентвуд, що знаходиться в Ессексі, де його однокласницею була Джоді Марш. IQ Лемпарда більше ніж 150, такий лише у 0,1 % населення.
13 червня 2015 за внесок в англійський футбол, виступи у «Челсі» (де він був лідером і став найкращим бомбардиром за всю історію клубу) і особисті якості був нагороджений Орденом Британської імперії. 37-річний футболіст був нагороджений орденом з рук принца Вільяма в Букінгемському палаці. Сам футболіст прокоментував отримання ордена так:
|  | Це настільки ж важливо, як і мої успіхи на полі з Челсі. Це велика гордість для мене і моєї родини. Просто сюрреалізм якийсь, я прилетів з Нью-Йорка і опинився в Букінгемському палаці, де ніколи раніше не був. |

Лемпард вже тривалий час займається благодійністю. Він активно співпрацює з фондом підтримки підліткам хворим на рак.
|  | Це велика справа, а головне, я знаю, як це допомагає підліткам і дітям. |

## Клубна кар'єра

### «Вест Гем Юнайтед»
З дитинства цікавився футболом, пішов до юнацької школи «Вест Гем Юнайтед», за який колись довгий час виступав його батько — Френк Лемпард старший. Лемпард приєднався до Вест Гема, коли його батько був помічником тренера. Майже вся кар'єра Лемпарда в «Вест Гемі» пройшла під керівництвом його дядька Гаррі Реднаппа. Найчастіше він грав центрального півзахисника в схемі 4-4-2.В 1994 році підписує професійний контракт з клубом. У складі головної команди вперше вийшов на поле у сезоні 1995/96. У 1995 році Френк Лемпард перейшов у футбольний клуб «Свонсі Сіті» на правах оренди. «Свонсі Сіті» грав тоді в другому дивізіоні. Дебют в цьому футбольному клубі для Френка Лемпарда почався дуже вдало. Його команда обіграла футбольну команду «Бредфорд Сіті» з рахунком 2-0. У футбольному клубі «Свонсі Сіті» Френк Лемпард відіграв дев'ять матчів і забив один гол. У рідний клуб «Вест Гем Юнайтед» футболіст Френк Лемпард повернувся на початку 1996 року. Він провів один матч проти «Ковентрі Сіті», а іншу частину футбольного сезону просидів на лавці запасних.
Навесні 1997 року Френк Лемпард, граючи проти футбольного клубу «Астон Вілли» отримав перелом ноги і на цьому сезон для нього був завершений. У наступному сезоні, в самому його початку футболіст Френк Лемпард провів гол у ворота футбольного клубу «Барнслі».
У сезоні 1998/99 він з'являвся в кожному матчі, а його команда посіла п'яте місце в Прем'єр-лізі.
За словами Реднаппа, в Вест Гемі Лемпард:
|  | Трудився на тренуваннях в мільйон разів старанніше, ніж будь-який з тих, з ким я працював. |

У 2000-01 сезоні, гра Вест Гема постраждала. Вони провели більшу частину сезону в нижній половині таблиці Прем'єр-ліги і фінішували 15-ми. Незважаючи на це Лемпард забив дев'ять голів у 37 іграх.
Півзахисника помітив тренер «Челсі» Клаудіо Раньєрі і купив Лемпарда за 11 млн. фунтів (19,5 млн. доларів).
Клаудіо Раньєрі:
|  | Думаю, Френк може перетворитися на дуже забивного півзахисника. Він дуже гарний у вмінні вриватися в штрафний майданчик в потрібний час. |

Раніше він також отримав пропозицію від «Астон Вілли».

### «Челсі»
|  | Коли я прийшов у« Челсі », я навіть уявити собі не міг, що мені пощастить провести тут стільки матчів і стати частиною такої величезної кількості досягнень команди. |

- Лемпард.
В новому для себе клубі Френк освоївся швидко, відразу ставши гравцем основного складу. В Прем'єр-лізі дебютував за «Челсі» зігравши 19 серпня 2001 року. Матч завершився внічию 1-1 з «Ньюкасл Юнайтед». Отримав першу червону картку 16 вересня 2001 року в матчі проти «Тоттенгем Готспур» . Граючи на позиції центрального півзахисника, Френк у своєму першому сезоні за «синіх» забив 5 м'ячів і пропустив лише один матч. Лемпард з'явився у всіх матчах «Челсі» і забив вісім голів у сезоні 2001-02 .
У наступному сезоні, він був названий Гравцем місяця англійської Прем'єр-ліги у вересні 2003 року. Челсі закінчив сезон 2003-04 на 2 місці в Прем'єр-лізі, поступившись непереможному в тому сезоні Арсеналу на чолі з Арсеном Венгером, а Френк увійшов до Команди року за версією ПФА 2004.
Одним з найкращих сезонів для Френка став 2004/05, в якому він став найкращим бомбардиром серед півзахисників Прем'єр-ліги з 13-ма м'ячами. В кінці 2005 року він встановив рекорд по проведених поспіль матчах за один клуб. На його рахунку було 164 матчі. Френк потрапив у трійку найкращих гравців 2005 року за версіями УЄФА та ФІФА, поступившись лише феноменальному Роналдінью.
У сезоні 2005/06 Лемпард став чемпіоном Англії у складі «Челсі» та найкращим бомбардиром команди з 20-ма м'ячами. Його 16 м'ячів у чемпіонаті стали найкращим досягненням для півзахисника за весь час існування Прем'єр-ліги. У наступному сезоні за «Челсі» Лемпард забив 21 м'яч, поступившись у гонці бомбардирів своєму одноклубнику Дідьє Дрогба. Френк став футболістом року за версією англійських журналістів.
У 2006—2007 році Френк Лемпард забив двадцять один гол, посівши третю сходинку в списку найкращих бомбардирів сезону в Англії. За «Челсі» в цьому сезоні Лемпард відіграв 62 матчі. Журналісти визнали Френка Лемпарда найкращим футболістом року. УЄФА і ФІФА також включили його в трійку найкращих футболістів.
12 березня 2008, він забив чотири голи у матчі проти Дербі Каунті(6:1). Незважаючи на смерть своєї матері Лемпард зіграв в півфіналі Ліги чемпіонів проти Ліверпуля, де його команда виграла після точного пострілу Френка з пенальті в додатковий час. У фіналі Ліги Чемпіонів 2008 року саме гол Лемпарда відродив інтригу в матчі, і він же згодом був названий найкращим півзахисником турніру. 13 серпня 2008 продовжив контракт з клубом на п'ять років.
17 січня 2009 Френк зіграв за футбольний клуб «Челсі» свій чотирьохсотий матч. В кінці 2009 року футболіста визнали найкращим гравцем останнього десятиліття.
27 березня 2010 в матчі тридцять другого туру англійської Прем'єр-ліги проти «Астон Вілли» Лемпард забив 4 м'ячі.і вийшов на третє місце в списку найкращих бомбардирів «Челсі» за всю історію клубу, відстаючи від найкращого снайпера «аристократів» всіх часів Боббі Темблінга на 52 голи. Матч проти «Манчестер Юнайтед» в рамках чвертьфіналу Ліги чемпіонів став для 32-річного півзахисника 500-м у складі «Челсі». Тільки три футболісти зіграли за «Челсі» більше матчів: Рон Харріс (795), Пітер Бонетті (729) і Джон Холлінс (592).
У сезоні 2009-10, Лемпард допоміг Челсі забезпечити перше місце в Прем'єр-лізі і виграти Кубок Англії, а також забив 22 голи і зробив 17 гольових передач в лізі, що стало найкращим показником Френка в команді «аристократів».
5 травня 2012, разом з командою «Челсі» виграв Кубок Англії в сезоні 2011/12.Це був сьомий тріумф «Челсі» в Кубку Англії.

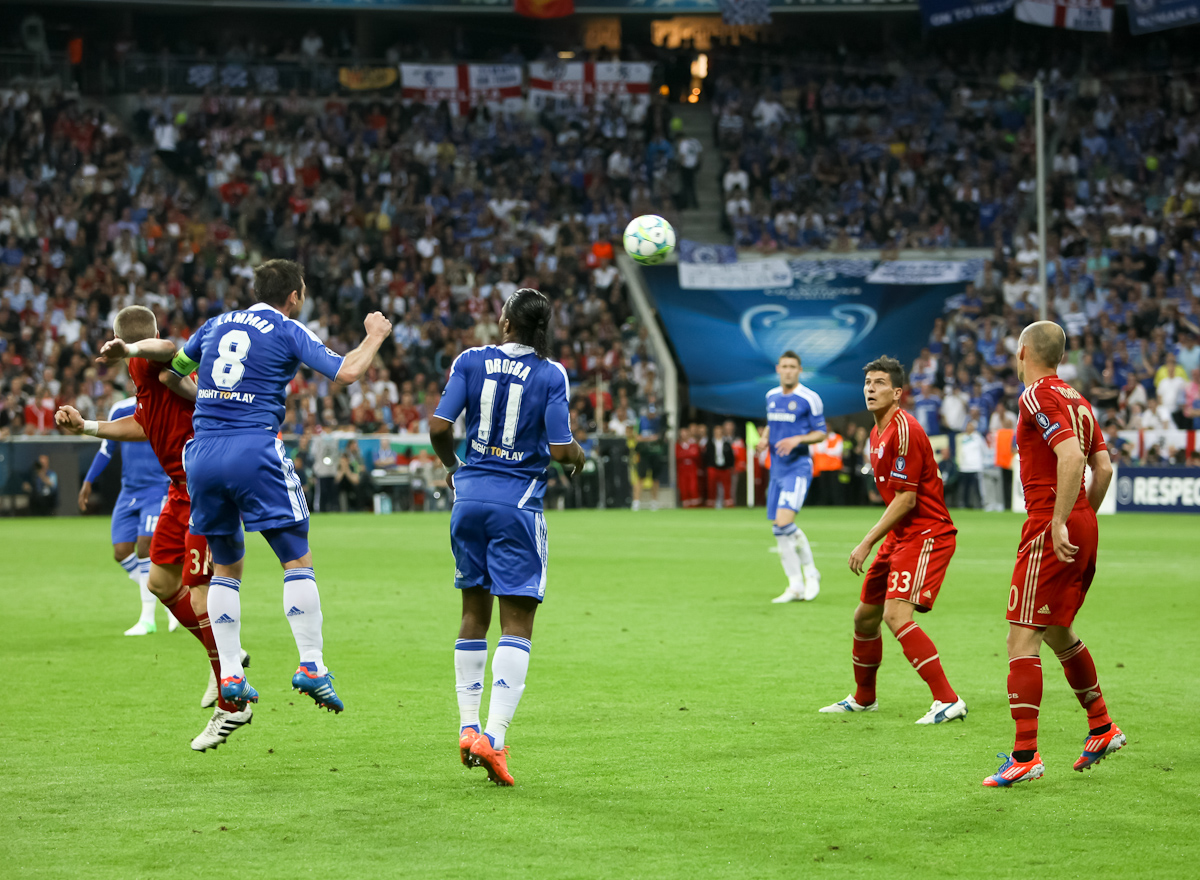
Лемпард, Дідьє Дрогба, Маріо Гомес, Ар'єн Роббен в фіналі ЛЧ- 2012

Лондонський клуб з Лемпардом, вийшов у фінал Ліги чемпіонів сезону 2011/12, в якому грали проти мюнхенської «Баварії», 19 травня 2012 року на «Альянц Арена», де він святкував свою першу перемогу в Лізі чемпіонів. Рік потому Лемпард був капітаном «Челсі» в їхньому першому успіху у фіналі Ліги Європи УЄФА.
12 січня 2013 Лемпард, реалізувавши пенальті в гостьовому матчі проти «Сток Сіті», вийшов на одноосібне друге місце в списку бомбардирів в історії «Челсі». В активі Лемпарда стало 194 голи за лондонську команду, що на один більше, ніж у Керрі Діксона. До першого місця, яке належить легенді клубу Боббі Темблінгу (202 голи), Френку залишилося 8 голів. 24 лютого 2013 Лемпард не реалізував пенальті за рахунку 0:0 у виїзному матчі проти «Манчестер Сіті», який «Челсі» в результаті програв 0:2, якби він забив це був би його 200 гол за «Челсі». Свій 200-й гол за «синіх» Френк забив 17 березня в грі проти своєї колишньої команди — «Вест Гем Юнайтед», що завершився перемогою «Челсі» з рахунком 2:0. 11 травня 2013 Лемпард забив 2 м'ячі у ворота «Астон Вілли» і побив рекорд Боббі Темблінга за кількістю голів, забитих за «синіх». З 203-ма голами Френк став найкращим бомбардиром «Челсі» за всю історію існування клубу . Свій рекорд він присвятив мамі, яка померла в 2008 році від пневмонії.
Останній м'яч за «Челсі» Френк забив у 33 турі чемпіонату Англії 5 квітня 2014 у ворота Сток Сіті (Челсі — Сток Сіті 3-0). 3 червня 2014 Лемпард підтвердив, що він покине клуб.
|  | Що б не стало моїм наступним викликом, я завжди буду зберігати у своєму серці вас і «Челсі». Сподіваюся, що я ще зустрінуся з вами і це прощання не буде заочним. Поки ж спасибі вам за ті спогади, які залишаються в мене. Продовжуйте створювати нову історію команди. |

- сказав футболіст в зверненні до вболівальників лондонської команди.

### «Нью-Йорк Сіті» і «Манчестер Сіті»
24 липня 2014 було оголошено, що Лемпард перейшов в клуб MLS «Нью-Йорк Сіті», уклавши дворічний контракт. Це було оголошено на прес-конференції в Брукліні, що він приєднається до клубу, який увійде до Major League Soccer в 2015 році. Спортивний директор Клаудіо Рейна оголосив його як «одного з найкращих гравців в світовій історії». 3 серпня 2014 з'явилося повідомлення, що Лемпард переходить в оренду в «Манчестер Сіті» до 31 грудня 2014 року для підтримки форми. Лемпард дебютував у складі «Манчестер Сіті» 21 вересня 2014 на 79-й хвилині проти колишнього клубу «Челсі». У цьому ж матчі він відзначився забитим голом на 85-й хвилині і зрівняв рахунок матчу, по ходу якого «Челсі» вигравав 1:0. Матч закінчився з рахунком 1:1.
|  | Грати проти Френка Лемпарда і бачити його у футболці« Манчестер Сіті »- це дуже дивно. Наші фанати влаштували йому неймовірний прийом! Лемпс - істинна легенда, і «Челсі» назавжди в його серці. Сподіваюся, Френку як-небудь надасться можливість отримати такий же прийом на «Стемфорд Брідж»... |

- Написав Джон Террі на своїй сторінці в соціальній мережі.

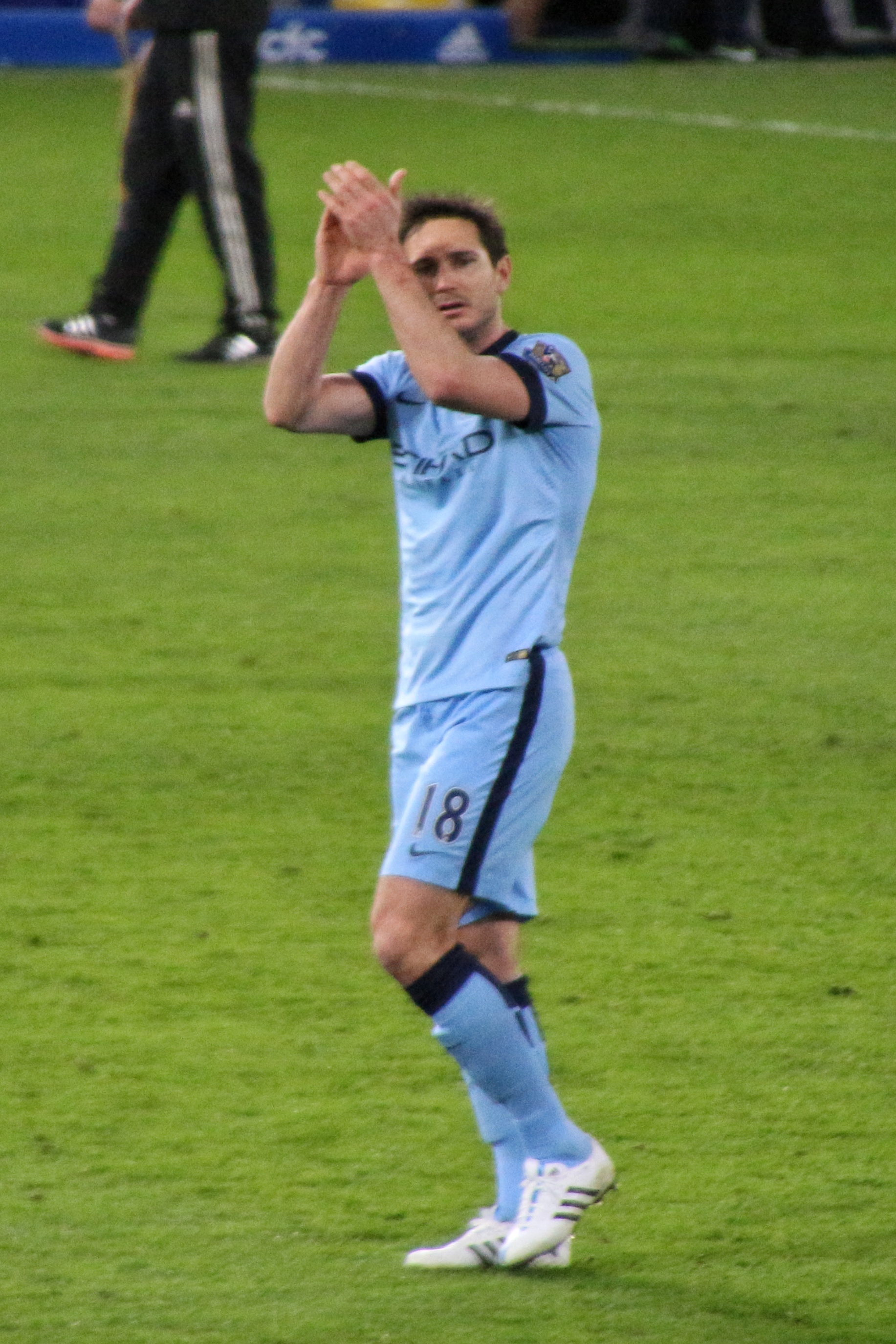
В матчі проти колишнього клубу «Челсі»

К 31 грудня з'явилися звіти, що Лемпард насправді підписав короткостроковий контракт з «Манчестер Сіті», який буде продовжений до кінця сезонуПрем'єр-ліги, в той час як з «Нью-Йорком» контракту підписано не було і що майбутнє Френка в MLS залишалося неясним. Ці звіти, а також заява тренера «Манчестер Сіті» Мануеля Пеллегріні, що Лемпард може залишитися в «Манчестер Сіті» на другий сезон, породили хвилю негативних реакцій вболівальників «Нью-Йорк Сіті». Він зіграв свій перший матч за нову команду в Лізі чемпіонів 30 вересня в грі 1-1 з «Ромою».
1 січня 2015 року, наступного дня після продовження свого перебування в клубі, Лемпард забив переможний м'яч за «Манчестер Сіті» в матчіПрем'єр-ліги проти Сандерленда. 9 січня 2015 підтвердив, що Лемпард не підписував офіційного контракту з «Нью-Йорк Сіті», а лише уклав угоду про майбутній виступ у клубі, а контракт був укладений з «Манчестер Сіті».У той же день «Нью-Йорк Сіті» заявив, що Лемпард підписав офіційний контракт з клубом, який підтверджує перехід Лемпарда в «Нью-Йорк Сіті» 1 липня 2015 року.
14 березня 2015, Лемпард зіграв свій 600 матч в Прем'єр-лізі, ставши другим гравцем, що зробив це, після Райана Гіггза, вийшовши на заміну у матчі проти Бернлі.
24 травня, Лемпард був капітаном «Манчестер Сіті» в їх заключному матчі сезону, що став заключним матчем з англійським клубом. Він забив свій 177 м'яч в Прем'єр-лізі в матчі проти Саутгемптона, де команда з Манчестера святкувала перемогу 2-0, Френк був замінений на 77-й хвилині Хесусом Навасом.
16 вересня він забив свій перший гол за «Нью-Йорк Сіті» в MLS і його команда обіграла ФК Торонто з рахунком 2-0.
2 жовтня, він забив найшвидший гол «Нью-Йорк Сіті» в історії MLS в ворота Ді Сі Юнайтед.

## Тренерська кар'єра

### «Дербі Каунті»
В період з 31 травня 2018 року по 4 липня 2019 року Лемпард очолював «Дербі Каунті». Під його керівництвом команда здобула 24 перемоги в 57 матчах та мала шанс вийти до вищого англійського дивізіону, але програла в вирішальному матчі.

### «Челсі»
Влітку 2019 року Френк Лемпард став головним тренером лондонського «Челсі». Перший фінал — Суперкубок УЄФА 2019 для Лемпарда-тренера був програний в серії пенальті проти Ліверпуля (2-2, пен 4:5). Взимку 2021 року був звільнений з посади тренера, за рішенням керівництва.

### «Евертон»
31 січня 2022 року Френк Лемпард став головним тренером «Евертон».

## Міжнародна кар'єра
Лемпард вперше з'явився в збірній Англії до 21 року за керівництвом тренера Пітера Тейлора, його дебютний матч був проти Греції 13 листопада 1997. Він грав за цю збірну з листопада 1997 по червень 2000 року, і забив дев'ять м'ячів, більше забивали тільки Алан Ширер і Френсіс Джефферс — 13 м'ячів. За основну збірну Лемпард дебютував 10 жовтня 1999 з Бельгією 2:1, матч проходив у Сандерленді.

### Євро 2004
Він не грав на Євро-2000 і ЧС-2002, довелося чекати Євро-2004 для участі у своєму першому міжнародному турнірі. На Чемпіонаті Європи 2004 його визнали найкращим гравцем у складі англійців. На ньому він став автором трьох м'ячів, а збірна Англії дійшла до чвертьфіналу. Він забив голи Франції та Хорватії у груповому етапі, і в чвертьфіналі зрівняв рахунок на 112-й хвилині проти Португалії, в результаті чого рахунок став 2-2, алеАнглія програла по пенальті.

### Чемпіонат світу 2006
В першій грі турніру проти Парагваю, Лемпард був названий гравцем матчу, який Англія виграла з рахунком 1-0. Чемпіонат світу 2006 став для нього не вдалим, так як збірна Англії вилетіла в чвертьфіналі від Португалії в серії пенальті, він був одним з трьох гравців, які не реалізували пенальті, разом з Стівеном Джеррардом і Джеймі Каррагером.

### Чемпіонат світу 2010
9 вересня 2009 року, Лемпард забив два м'ячі в матчі проти збірної Хорватії, Англія забезпечила собі місце на Чемпіонаті світу 2010 року. У ПАР, на Чемпіонаті світу з футболу 2010, в 1/8 фіналу арбітр зустрічі не зарахував чистий гол Френка у ворота збірної Німеччини, вважаючи, що м'яч, відлетівши від поперечини, не перетнув лінію воріт. Остаточний рахунок був 4-1 перемога Німеччини, внаслідок чого збірна Англії покинула турнір.

### Чемпіонат Європи 2012
8 лютого 2011, було оголошено, що Лемпард буде капітаном в матчі проти збірної Данії, так як Ріо Фердінанд і Стівен Джеррард були відсутні через травми. У листопаді 2011 року, Лемпард був капітаном Англії, коли вони перемогли чинних чемпіонів світу збірну Іспанії, у грі, в якій він забив єдиний гол. Френк змушений був пропустити Чемпіонат Європи 2012 через травму стегна, яку отримав на тренуванні. Замість нього був викликаний гравець «Ліверпуля» Джордан Хендерсон. 14 серпня 2012, тренер збірної Рой Ходжсон заявив, що Лемпард буде капітаном Трьох Левів в їх майбутньому товариському матчі проти Італії, який Англія виграла 2-1.

### ЧС-2014 (кваліфікація)
7 вересня 2012 в гостьовому матчі проти збірної Молдови (закінчився з рахунком 0: 5 на користь англійців) оформив дубль, відзначившись на третій (з пенальті) і 29-й хвилинах. 6 лютого 2013 в домашньому матчі проти збірної Бразилії на 60-й хвилині забив переможний гол, таким чином Френк Лемпард став першим гравцем збірної Англії з 1990 року, який забив переможний гол у ворота Бразилії. Лемпард забив свій 26-й м'яч за збірну з пенальті проти України зрівнявшись за кількістю голів з Брайаном Робсоном.

### ЧС-2014
12 травня 2014, Лемпард був названий в списку 23 людей збірної Англії які гратимуть на Чемпіонаті Світу з футболу і через тиждень він був вибраний віце-капітаном. 24 червня, на останній грі групового етапу, Лемпард був капітаном в матчі проти Коста-Рики 0-0. 26 серпня 2014, Лемпард заявив, що він пішов з міжнародного футболу. Він зіграв 106 матчів, забивши 29 голів.

## Стиль гри
Розглядається експертами, менеджерами і товаришами по команді, як один з найкращих півзахисників свого покоління. Лемпард є всебічним і універсальним гравцем, який здатний грати в будь-якому місці в півзахисті. Працьовитий гравець з витривалістю та вмінням читати гру, який здатний функціонувати креативно. У нього є характер, здібності, завжди важко працює і він великий професіонал. Має сильний удар та вміє все — захищатися, творити, забивати. Ці атрибути дозволили йому забивати голи протягом всієї своєї кар'єри, незважаючи на його глибоку ігрову позицію. Жозе Моурінью описав його як гравця- «унікального».

## Відгуки футболістів і футбольних фахівців
Арьєн Роббен :
|  | Я не здивований, що Френк залишився в" Челсі ". Немає жодної футбольної причини для його відходу, тому що він залишається одним з найкращих. Після того, як ми виграли фінал Ліги Чемпіонів, він надіслав мені повідомлення - ось яким класним хлопцем є Френк. |

Сер Алекс Фергюсон:
|  | «Ми зацікавилися ним ще з часів Вест Гема, але ніяк не наважувалися підписати з ним контракт і вийшло так, що ми забарилися і Челсі придбав його. По початку я був упевнений, що він один з тих багатьох талантів, які так і не розкрилися, але пізніше я зрозумів, що це не так. Тепер я вже можу сказати, що зробив одну з найбільших помилок у житті, якби Скоулз і Френк грали разом, то Манчестеру не було б рівних, я вітаю цього видає гравця з видатним рекордом. |

Арсен Венгер:
|  | Він завжди був одним з найкращих гравців «Челсі» і залишається таким. Подивіться на кількість голів і результативних передач на його рахунку - він один з найкращих гравців в Європі. |

Рафаель Бенітес:
|  | Френк Лемпард - великий гравець, якому підкорилося велике досягнення. Я дуже радий за нього. Забити стільки голів ... він неймовірний. Він великий професіонал. |

Карло Анчелотті:
|  | Немає такого гравця, який був би здатний замінити Лемпарда. У нього є характер, здібності, він завжди важко працює і він великий професіонал. Я не люблю гравців, які працюють тільки мовою. За Френка говорить його гра на полі, і це найкращий спосіб виразитися для будь-якого гравця. І, звичайно, він може забити 20 голів за сезон з півзахисту. |

Жозе Моурінью :
|  | Він вміє все - захищатися, творити, забивати. А ще він не егоїстичний і дуже стабільний. Це самий цілісний гравець в сучасному футболі. Іноді мені здається, що якщо я поставлю його у ворота, він теж впорається . |

Андрес Іньєста:
|  | Лемпард - еталон футболу, не тільки англійського, а й світового. Тут більше і додати щось особливо нічого. Я його дуже поважаю, це один з тих гравців, на яких можна дивитися і вчитися . |

Бастіан Швайнштайгер:
|  | Я відчуваю величезну повагу до нього. Його ходи завжди ефективні і завжди продумані. |

## Досягнення
«Вест Гем Юнайтед»
- Володар Кубка Інтертото: 1999

 «Челсі»

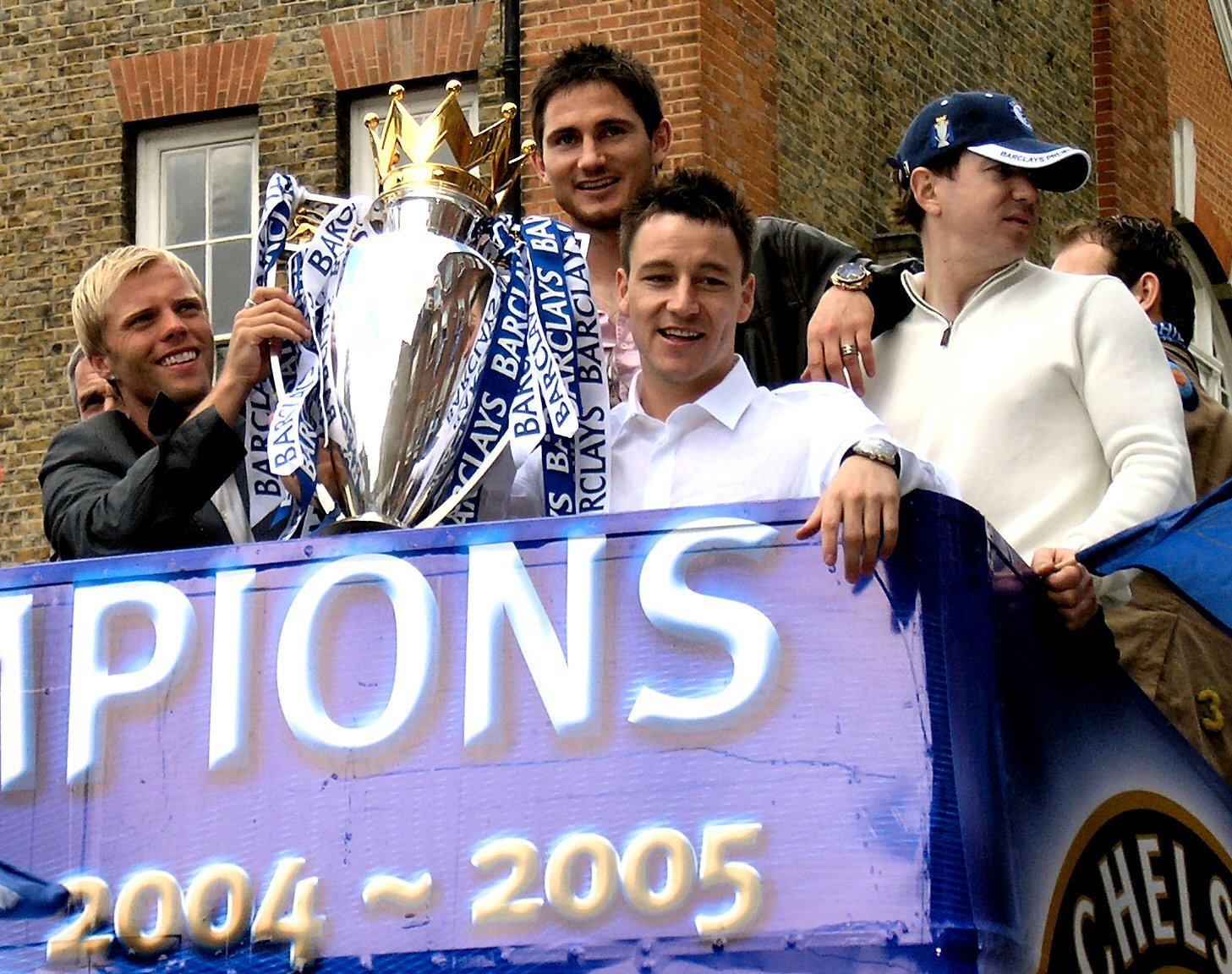
Чемпіон Англії- 2005

- Чемпіон Англії: 2004-05, 2005-06, 2009-10
- Володар Кубка ліги: 2004-05, 2006-07
- Володар Кубка Англії: 2006-07, 2008-09, 2009-10, 2011-12
- Володар Суперкубка Англії: 2005, 2009
- Переможець Ліги чемпіонів: 2011-12
- Переможець Ліги Європи: 2012-13

Особисті:
- Найкращий футболіст Прем'єр-Ліги (2004/2005)
- Найкращий футболіст року за версією Асоціації Футболістів Англії (1): 2005
- Рекордсмен англійської Прем'єр-Ліги за кількістю матчів поспіль в основі — 164 гри
- Футболіст року за версією Асоціації футбольних журналістів(1): 2005
- Півзахисник року за версією УЄФА (1): 2008
- Символічна збірна світу за версією ФІФПро (1): 2005
- Гравець місяця англійської Прем'єр-ліги (4): Вересень 2003, квітень 2005, жовтень 2005, жовтень 2008
- Гравець десятиліття за версією АПЛ (1): 2010
- Гравець року за версією АПЛ (2): 2005, 2006
- Гравець року за версією Футбольної асоціації (2): 2004, 2005
- Символічна збірна Європи за версією УЄФА (1): 2004
- Гравець року за версією вболівальників «Челсі» (3): 2004, 2005, 2009
- Команда року за версією ПФА (3): 2004, 2005, 2006
- Команда року за версією ЕСМ (3): 2005, 2006, 2010
- Найкращий асистент Прем'єр-ліги (2): 2005, 2010
- Найкращий бомбардир «Челсі» в сезоні (3): 2005, 2006, 2008
- Гол місяця в Прем'єр-лізі (1): квітень 2010
- Найкращий футболіст Кубка Футбольної асоціації (3): 2007, 2009, 2010
- Найкращий футболіст Кубка Футбольної ліги (2): 2005, 2007
- Найкращий футболіст Barclays Asia Trophy (2): 2003, 2011
- Член Ордена Британської імперії: 2015

## Статистика виступів

### Статистика клубних виступів
| Сезон                     | Команда                   | Чемпіонат                 | Чемпіонат | Чемпіонат | Національний кубок | Національний кубок | Національний кубок | Континентальні кубки | Континентальні кубки | Континентальні кубки | Інші змагання | Інші змагання | Інші змагання | Усього | Усього |
| Сезон                     | Команда                   | Ліга                      | Ігор      | Голів     | Ліга               | Ігор               | Голів              | Ліга                 | Ігор                 | Голів                | Ліга          | Ігор          | Голів         | Ігор   | Голів  |
| ------------------------- | ------------------------- | ------------------------- | --------- | --------- | ------------------ | ------------------ | ------------------ | -------------------- | -------------------- | -------------------- | ------------- | ------------- | ------------- | ------ | ------ |
| 1995–96                   | «Свонсі Сіті»             | 2Д                        | 9         | 1         | КА+КЛ              | 0                  | 0                  | -                    | -                    | -                    | -             | -             | -             | 9      | 1      |
| 1995–96                   | «Вест-Гем Юнайтед»        | ПЛ                        | 2         | 0         | КА+КЛ              | 0                  | 0                  | -                    | -                    | -                    | -             | -             | -             | 2      | 0      |
| 1996–97                   | «Вест-Гем Юнайтед»        | ПЛ                        | 13        | 0         | КА+КЛ              | 1+2                | 0                  | -                    | -                    | -                    | -             | -             | -             | 16     | 0      |
| 1997–98                   | «Вест-Гем Юнайтед»        | ПЛ                        | 31        | 5         | КА+КЛ              | 6+5                | 1+4                | -                    | -                    | -                    | -             | -             | -             | 42     | 10     |
| 1998–99                   | «Вест-Гем Юнайтед»        | ПЛ                        | 38        | 5         | КА+КЛ              | 1+2                | 0+1                | -                    | -                    | -                    | -             | -             | -             | 41     | 6      |
| 1999–00                   | «Вест-Гем Юнайтед»        | ПЛ                        | 34        | 7         | КА+КЛ              | 1+4                | 0+3                | Інт+КУЄФА            | 6+4                  | 3+1                  | -             | -             | -             | 49     | 14     |
| 2000–01                   | «Вест-Гем Юнайтед»        | ПЛ                        | 30        | 7         | КА+КЛ              | 4+3                | 1+1                | -                    | -                    | -                    | -             | -             | -             | 37     | 9      |
| Усього за «Вест-Гем»      | Усього за «Вест-Гем»      | Усього за «Вест-Гем»      | 148       | 24        |                    | 29                 | 11                 |                      | 10                   | 4                    |               | -             | -             | 187    | 39     |
| 2001–02                   | «Челсі»                   | ПЛ                        | 37        | 5         | КА+КЛ              | 8+4                | 1+0                | КУЄФА                | 4                    | 1                    | -             | -             | -             | 53     | 7      |
| 2002–03                   | «Челсі»                   | ПЛ                        | 38        | 6         | КА+КЛ              | 5+3                | 1+0                | КУЄФА                | 2                    | 1                    | -             | -             | -             | 48     | 8      |
| 2003–04                   | «Челсі»                   | ПЛ                        | 38        | 10        | КА+КЛ              | 4+2                | 1+0                | ЛЧ                   | 14                   | 4                    | -             | -             | -             | 58     | 15     |
| 2004–05                   | «Челсі»                   | ПЛ                        | 38        | 13        | КА+КЛ              | 2+6                | 0+2                | ЛЧ                   | 12                   | 4                    | -             | -             | -             | 58     | 19     |
| 2005–06                   | «Челсі»                   | ПЛ                        | 35        | 16        | КА+КЛ              | 5+1                | 2+0                | ЛЧ                   | 8                    | 2                    | СА            | 1             | 0             | 50     | 20     |
| 2006–07                   | «Челсі»                   | ПЛ                        | 37        | 11        | КА+КЛ              | 7+6                | 6+3                | ЛЧ                   | 11                   | 1                    | СА            | 1             | 0             | 62     | 21     |
| 2007–08                   | «Челсі»                   | ПЛ                        | 24        | 10        | КА+КЛ              | 1+3                | 2+4                | ЛЧ                   | 11                   | 4                    | СА            | 1             | 0             | 40     | 20     |
| 2008–09                   | «Челсі»                   | ПЛ                        | 37        | 12        | КА+КЛ              | 7+2                | 3+2                | ЛЧ                   | 11                   | 3                    | -             | -             | -             | 57     | 20     |
| 2009–10                   | «Челсі»                   | ПЛ                        | 36        | 22        | КА+КЛ              | 6+1                | 3+0                | ЛЧ                   | 7                    | 1                    | СА            | 1             | 1             | 51     | 27     |
| 2010–11                   | «Челсі»                   | ПЛ                        | 24        | 10        | КА+КЛ              | 3+0                | 3                  | ЛЧ                   | 4                    | 0                    | СА            | 1             | 0             | 32     | 13     |
| 2011–12                   | «Челсі»                   | ПЛ                        | 30        | 11        | КА+КЛ              | 5+2                | 2+0                | ЛЧ                   | 12                   | 3                    | -             | -             | -             | 49     | 16     |
| 2012–13                   | «Челсі»                   | ПЛ                        | 29        | 15        | КА+КЛ              | 4+3                | 2+0                | ЛЧ+ЛЄ                | 3+7                  | 0                    | СА+СУ+КЧС     | 1+1+2         | 0             | 50     | 17     |
| 2013–14                   | «Челсі»                   | ПЛ                        | 26        | 6         | КА+КЛ              | 1+1                | 0+1                | ЛЧ                   | 11                   | 1                    | СУ            | 1             | 0             | 40     | 8      |
| Усього за «Челсі»         | Усього за «Челсі»         | Усього за «Челсі»         | 429       | 147       |                    | 92                 | 38                 |                      | 117                  | 25                   |               | 10            | 1             | 648    | 211    |
| 2014–15                   | «Манчестер Сіті»          | ПЛ                        | 32        | 6         | КА+КЛ              | 2+1                | 0+2                | ЛЧ                   | 3                    | 0                    | СА            | 0             | 0             | 38     | 8      |
| 2015                      | «Нью-Йорк Сіті»           | MLS                       | 10        | 3         | КСША               | -                  | -                  | -                    | -                    | -                    | -             | -             | -             | 10     | 3      |
| 2016                      | «Нью-Йорк Сіті»           | MLS                       | 19+2      | 12        | КСША               | 0                  | 0                  | -                    | -                    | -                    | -             | -             | -             | 21     | 12     |
| Усього за «Нью-Йорк Сіті» | Усього за «Нью-Йорк Сіті» | Усього за «Нью-Йорк Сіті» | 29+2      | 15        |                    | 0                  | 0                  |                      | -                    | -                    |               | -             | -             | 31     | 15     |
| Усього за кар'єру         | Усього за кар'єру         | Усього за кар'єру         | 647+2     | 193       |                    | 124                | 51                 |                      | 130                  | 29                   |               | 10            | 1             | 913    | 274    |

### Статистика виступів за збірну
| Дата       | Місто              | Господарі          | Результат               | Гості                | Турнір                | Голи | Примітки   |
| ---------- | ------------------ | ------------------ | ----------------------- | -------------------- | --------------------- | ---- | ---------- |
| 10-10-1999 | Сандерленд         | Англія             | 2 – 1                   | Бельгія              | товариський матч      | -    | 76'        |
| 28-2-2001  | Бірмінгем          | Англія             | 3 – 0                   | Іспанія              | товариський матч      | -    | 46'        |
| 15-8-2001  | Лондон             | Англія             | 0 – 2                   | Нідерланди           | товариський матч      | -    | 46'        |
| 10-11-2001 | Манчестер          | Англія             | 1 – 1                   | Швеція               | товариський матч      | -    | 86'        |
| 13-2-2002  | Амстердам          | Нідерланди         | 1 – 1                   | Англія               | товариський матч      | -    | 77'        |
| 27-3-2002  | Лідс               | Англія             | 1 – 2                   | Італія               | товариський матч      | -    | 46'        |
| 17-4-2002  | Ліверпуль          | Англія             | 4 – 0                   | Парагвай             | товариський матч      | -    | 68'        |
| 12-2-2003  | Ньюем              | Англія             | 1 – 3                   | Австралія            | товариський матч      | -    | 46'        |
| 22-5-2003  | Дурбан             | ПАР                | 1 – 2                   | Англія               | товариський матч      | -    | 68'        |
| 3-6-2003   | Лестер             | Англія             | 2 – 1                   | Сербія та Чорногорія | товариський матч      | -    | 66'        |
| 11-6-2003  | Мідлсбро           | Англія             | 2 – 1                   | Словаччина           | Відбір до ЧЄ 2004     | -    |            |
| 20-8-2003  | Іпсвіч             | Англія             | 3 – 1                   | Хорватія             | товариський матч      | 1    | 27'        |
| 6-9-2003   | Скоп'є             | Північна Македонія | 1 – 2                   | Англія               | Відбір до ЧЄ 2004     | -    | 46'        |
| 10-9-2003  | Манчестер          | Англія             | 2 – 0                   | Ліхтенштейн          | Відбір до ЧЄ 2004     | -    |            |
| 11-10-2003 | Стамбул            | Туреччина          | 0 – 0                   | Англія               | Відбір до ЧЄ 2004     | -    | 88'        |
| 16-11-2003 | Манчестер          | Англія             | 2 – 3                   | Данія                | товариський матч      | -    |            |
| 18-2-2004  | Фару               | Португалія         | 1 – 1                   | Англія               | товариський матч      | -    | 46'        |
| 1-6-2004   | Манчестер          | Англія             | 1 – 1                   | Японія               | товариський матч      | -    | 82'        |
| 5-6-2004   | Манчестер          | Англія             | 6 – 1                   | Ісландія             | товариський матч      | 1    | 46'        |
| 13-6-2004  | Лісабон            | Франція            | 2 – 1                   | Англія               | ЧЄ 2004 - 1-й етап    | 1    | 71'        |
| 17-6-2004  | Коїмбра            | Англія             | 3 – 0                   | Швейцарія            | ЧЄ 2004 - 1-й етап    | -    |            |
| 21-6-2004  | Лісабон            | Хорватія           | 2 – 4                   | Англія               | ЧЄ 2004 - 1-й етап    | 1    | 84'        |
| 24-6-2004  | Лісабон            | Португалія         | 2 – 2 д.ч. (6 - 5 п.п.) | Англія               | ЧЄ 2004 - чвертьфінал | 1    |            |
| 18-8-2004  | Ньюкасл            | Англія             | 3 – 0                   | Україна              | товариський матч      | -    | 75'        |
| 4-9-2004   | Відень             | Австрія            | 2 – 2                   | Англія               | Відбір до ЧС 2006     | 1    |            |
| 8-9-2004   | Хожув              | Польща             | 1 – 2                   | Англія               | Відбір до ЧС 2006     | -    |            |
| 9-10-2004  | Манчестер          | Англія             | 2 – 0                   | Уельс                | Відбір до ЧС 2006     | 1    |            |
| 13-10-2004 | Баку               | Азербайджан        | 0 – 1                   | Англія               | Відбір до ЧС 2006     | -    |            |
| 17-11-2004 | Мадрид             | Іспанія            | 1 – 0                   | Англія               | товариський матч      | -    | 60'        |
| 9-2-2005   | Бірмінгем          | Англія             | 0 – 0                   | Нідерланди           | товариський матч      | -    | 46'        |
| 26-3-2005  | Манчестер          | Англія             | 4 – 0                   | Північна Ірландія    | Відбір до ЧС 2006     | 1    |            |
| 30-3-2005  | Ньюкасл            | Англія             | 2 – 0                   | Азербайджан          | Відбір до ЧС 2006     | -    |            |
| 17-8-2005  | Копенгаген         | Данія              | 4 – 1                   | Англія               | товариський матч      | -    | 64'        |
| 3-9-2005   | Кардіфф            | Уельс              | 0 – 1                   | Англія               | Відбір до ЧС 2006     | -    |            |
| 7-9-2005   | Белфаст            | Північна Ірландія  | 1 – 0                   | Англія               | Відбір до ЧС 2006     | -    | 80'        |
| 8-10-2005  | Манчестер          | Англія             | 1 – 0                   | Австрія              | Відбір до ЧС 2006     | 1    |            |
| 12-10-2005 | Манчестер          | Англія             | 2 – 1                   | Польща               | Відбір до ЧС 2006     | 1    |            |
| 12-11-2005 | Женева             | Аргентина          | 2 – 3                   | Англія               | товариський матч      | -    | 48'        |
| 30-5-2006  | Манчестер          | Англія             | 3 – 1                   | Угорщина             | товариський матч      | -    |            |
| 3-6-2006   | Манчестер          | Англія             | 6 – 0                   | Ямайка               | товариський матч      | 1    | 68'        |
| 10-6-2006  | Франкфурт-на-Майні | Англія             | 1 – 0                   | Парагвай             | ЧС 2006 - 1-й етап    | -    |            |
| 15-6-2006  | Нюрнберг           | Англія             | 2 – 0                   | Тринідад і Тобаго    | ЧС 2006 - 1-й етап    | -    | 64'        |
| 20-6-2006  | Кельн              | Швеція             | 2 – 2                   | Англія               | ЧС 2006 - 1-й етап    | -    |            |
| 25-6-2006  | Штутгарт           | Англія             | 1 – 0                   | Еквадор              | ЧС 2006 - 1/8 фіналу  | -    |            |
| 1-7-2006   | Гельзенкірхен      | Англія             | 0 – 0 д.ч. (1 - 3 п.п.) | Португалія           | ЧС 2006 - чвертьфінал | -    |            |
| 16-8-2006  | Манчестер          | Англія             | 4 – 0                   | Греція               | товариський матч      | 1    |            |
| 2-9-2006   | Манчестер          | Англія             | 5 – 0                   | Андорра              | Відбір до ЧЄ 2008     | -    |            |
| 6-9-2006   | Скоп'є             | Північна Македонія | 0 – 1                   | Англія               | Відбір до ЧЄ 2008     | -    |            |
| 7-10-2006  | Манчестер          | Англія             | 0 – 0                   | Північна Македонія   | Відбір до ЧЄ 2008     | -    |            |
| 11-10-2006 | Загреб             | Хорватія           | 2 – 0                   | Англія               | Відбір до ЧЄ 2008     | -    |            |
| 15-11-2006 | Амстердам          | Нідерланди         | 1 – 1                   | Англія               | товариський матч      | -    |            |
| 7-2-2007   | Манчестер          | Англія             | 0 – 1                   | Іспанія              | товариський матч      | -    | 79'        |
| 24-3-2007  | Рамат-Ган          | Ізраїль            | 0 – 0                   | Англія               | Відбір до ЧЄ 2008     | -    |            |
| 1-6-2007   | Лондон             | Англія             | 1 – 1                   | Бразилія             | товариський матч      | -    | 88'        |
| 6-6-2007   | Таллінн            | Естонія            | 0 – 3                   | Англія               | Відбір до ЧЄ 2008     | -    |            |
| 22-8-2007  | Лондон             | Англія             | 1 – 2                   | Німеччина            | товариський матч      | 1    |            |
| 13-10-2007 | Лондон             | Англія             | 3 – 0                   | Естонія              | Відбір до ЧЄ 2008     | -    | 70'        |
| 17-10-2007 | Москва             | Росія              | 2 – 1                   | Англія               | Відбір до ЧЄ 2008     | -    | 79'        |
| 16-11-2007 | Відень             | Австрія            | 0 – 1                   | Англія               | товариський матч      | -    |            |
| 21-11-2007 | Лондон             | Англія             | 2 – 3                   | Хорватія             | Відбір до ЧЄ 2008     | 1    |            |
| 28-5-2008  | Лондон             | Англія             | 2 – 0                   | США                  | товариський матч      | -    | 57'        |
| 20-8-2008  | Лондон             | Англія             | 2 – 2                   | Чехія                | товариський матч      | -    | 79'        |
| 6-9-2008   | Барселона          | Андорра            | 0 – 2                   | Англія               | Відбір до ЧС 2010     | -    | 80'        |
| 10-9-2008  | Загреб             | Хорватія           | 1 – 4                   | Англія               | Відбір до ЧС 2010     | -    |            |
| 11-10-2008 | Лондон             | Англія             | 5 – 1                   | Казахстан            | Відбір до ЧС 2010     | -    |            |
| 15-10-2008 | Мінськ             | Білорусь           | 1 – 3                   | Англія               | Відбір до ЧС 2010     | -    |            |
| 11-2-2009  | Севілья            | Іспанія            | 2 – 0                   | Англія               | товариський матч      | -    | 46'        |
| 28-3-2009  | Лондон             | Англія             | 4 – 0                   | Словаччина           | товариський матч      | 1    |            |
| 1-4-2009   | Лондон             | Англія             | 2 – 1                   | Україна              | Відбір до ЧС 2010     | -    |            |
| 6-6-2009   | Алмати             | Казахстан          | 0 – 4                   | Англія               | Відбір до ЧС 2010     | 1    |            |
| 10-6-2009  | Лондон             | Англія             | 6 – 0                   | Андорра              | Відбір до ЧС 2010     | 1    |            |
| 12-8-2009  | Амстердам          | Нідерланди         | 2 – 2                   | Англія               | товариський матч      | -    |            |
| 5-9-2009   | Лондон             | Англія             | 2 – 1                   | Словенія             | товариський матч      | 1    | 46'        |
| 9-9-2009   | Лондон             | Англія             | 5 – 1                   | Хорватія             | Відбір до ЧС 2010     | 2    |            |
| 10-10-2009 | Дніпропетровськ    | Україна            | 1 – 0                   | Англія               | Відбір до ЧС 2010     | -    |            |
| 14-10-2009 | Лондон             | Англія             | 3 – 0                   | Білорусь             | Відбір до ЧС 2010     | -    |            |
| 3-3-2010   | Лондон             | Англія             | 3 – 1                   | Єгипет               | товариський матч      | -    | 46'        |
| 30-5-2010  | Ґрац               | Японія             | 1 – 2                   | Англія               | товариський матч      | -    |            |
| 12-6-2010  | Рустенбург         | Англія             | 1 – 1                   | США                  | ЧС 2010 - 1-й етап    | -    |            |
| 18-6-2010  | Кейптаун           | Англія             | 0 – 0                   | Алжир                | ЧС 2010 - 1-й етап    | -    |            |
| 23-6-2010  | Порт-Елізабет      | Словенія           | 0 – 1                   | Англія               | ЧС 2010 - 1-й етап    | -    |            |
| 27-6-2010  | Блумфонтейн        | Німеччина          | 4 – 1                   | Англія               | ЧС 2010 - 1/8 фіналу  | -    |            |
| 11-8-2010  | Лондон             | Англія             | 2 – 1                   | Угорщина             | товариський матч      | -    | 46'        |
| 9-2-2011   | Копенгаген         | Данія              | 1 – 2                   | Англія               | товариський матч      | -    | кап. - 46' |
| 26-3-2011  | Кардіфф            | Уельс              | 0 – 2                   | Англія               | Відбір до ЧЄ 2012     | 1    |            |
| 4-6-2011   | Лондон             | Англія             | 2 – 2                   | Швейцарія            | Відбір до ЧЄ 2012     | 1    |            |
| 2-9-2011   | Софія (місто)      | Болгарія           | 0 – 3                   | Англія               | Відбір до ЧЄ 2012     | -    | 80'        |
| 6-9-2011   | Лондон             | Англія             | 1 – 0                   | Уельс                | Відбір до ЧЄ 2012     | -    | 73'        |
| 7-10-2011  | Подгориця          | Чорногорія         | 2 – 2                   | Англія               | Відбір до ЧЄ 2012     | -    | 64'        |
| 12-11-2011 | Лондон             | Англія             | 1 – 0                   | Іспанія              | товариський матч      | 1    | кап. - 57' |
| 15-8-2012  | Берн               | Італія             | 1 – 2                   | Англія               | товариський матч      | -    | кап. - 69' |
| 7-9-2012   | Кишинів            | Молдова            | 0 – 5                   | Англія               | Відбір до ЧС 2014     | 2    |            |
| 11-9-2012  | Лондон             | Англія             | 1 – 1                   | Україна              | Відбір до ЧС 2014     | 1    |            |
| 6-2-2013   | Лондон             | Англія             | 2 – 1                   | Бразилія             | товариський матч      | 1    | 46'        |
| 22-3-2013  | Серравалле         | Сан-Марино         | 0 – 8                   | Англія               | Відбір до ЧС 2014     | 1    | кап. - 67' |
| 29-5-2013  | Лондон             | Англія             | 1 – 1                   | Ірландія             | товариський матч      | 1    |            |
| 2-6-2013   | Ріо-де-Жанейро     | Бразилія           | 2 – 2                   | Англія               | товариський матч      | -    | кап.       |
| 14-8-2013  | Лондон             | Англія             | 3 – 2                   | Шотландія            | товариський матч      | -    | 46' — 63'  |
| 6-9-2013   | Лондон             | Англія             | 4 – 0                   | Молдова              | Відбір до ЧС 2014     | -    |            |
| 10-9-2013  | Київ               | Україна            | 0 – 0                   | Англія               | Відбір до ЧС 2014     | -    |            |
| 11-10-2013 | Лондон             | Англія             | 4 – 1                   | Чорногорія           | Відбір до ЧС 2014     | -    | 65'        |
| 15-10-2013 | Лондон             | Англія             | 2 – 0                   | Польща               | Відбір до ЧС 2014     | -    | 71' — 76'  |
| 15-11-2013 | Лондон             | Англія             | 0 – 2                   | Чилі                 | товариський матч      | -    | кап. - 71' |
| 4-6-2014   | Маямі-Ґарденс      | Еквадор            | 2 – 2                   | Англія               | товариський матч      | -    | кап.       |
| 7-6-2014   | Маямі-Ґарденс      | Англія             | 0 – 0                   | Гондурас             | товариський матч      | -    | 83'        |
| 24-6-2014  | Белу-Оризонті      | Коста-Рика         | 0 – 0                   | Англія               | ЧС 2014 - 1-й етап    | -    | кап.       |
| Усього     |                    | Матчів (6 місце)   | 106                     |                      | Голів (9 місце)       | 29   |            |